# Palakkodu
Palakkodu es una ciudad y nagar Panchayat situada en el distrito de Dharmapuri en el estado de Tamil Nadu (India). Su población es de 20959 habitantes (2011). Se encuentra a 23 km de Dharmapuri y a 78 km de Salem.

## Demografía
Según el censo de 2011 la población de Palakkodu era de 20959 habitantes, de los cuales 10588 eran hombres y 10371 eran mujeres. Palakkodu tiene una tasa media de alfabetización del 77,43%, superior a la media estatal del 80,09%: la alfabetización masculina es del 83,76%, y la alfabetización femenina del 70,97%.